# Alexander Lowen

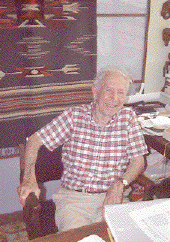
Alexander Lowen (2002).

Alexander Lowen (* 23. Dezember 1910 in New York; † 28. Oktober 2008 in New Canaan, Connecticut) war ein US-amerikanischer Jurist, Anwalt, Arzt und Psychotherapeut.
Er gilt als Begründer der Bioenergetischen Analyse.

## Leben
Lowen (urspr. Löwenstein) wurde als erstes Kind in eine Familie jüdischer Immigranten geboren, die um 1900 aus Russland in die Vereinigten Staaten gekommen war.
1940 besuchte er in New York ein Seminar des ehemaligen Psychoanalytikers Wilhelm Reich. Reich hatte Freuds „Redekur“ zur „Vegetotherapie“ weiterentwickelt: Bei dieser Therapieform wird der gesamte Organismus in die therapeutische Arbeit mit einbezogen, insbesondere die Muskulatur des Bewegungsapparats (siehe auch Körperpsychotherapie).
1942 begann er eine Lehrtherapie bei Reich, die er nach drei Jahren erfolgreich abschloss. Nach zwei Jahren therapeutischer Tätigkeit ging er für ein Medizinstudium in die Schweiz und schloss dieses 1951 an der Universität Genf ab.
Zurück in Amerika gründete Lowen 1956 mit dem ebenfalls von Reich ausgebildeten Kollegen John Pierrakos das International Institute for Bioenergetic Analysis (IIBA). Die von beiden entwickelte Bioenergetische Analyse ist eine aus der Reich’schen Methode abgeleitete Körperpsychotherapie. Sie verzichteten jedoch auf das (ihrer Auffassung nach zu einengende) Therapieziel der „orgastischen Potenz“  von Reich und seine seit den 1940er Jahren entwickelte kosmologische Theorie der Orgonomie.
Stattdessen liegt der Fokus der therapeutischen Arbeit auf der Lösung von Blockaden („Panzerungen“ bzw. „Sicherungsbewegungen“), die den Selbstausdruck behindern. Die Arbeit im Stehen mit dem Ziel der Verbesserung des Energieflusses in den Beinen und im Becken (Arbeit am sogenannten „Grounding“ bzw. das „Erden“) wurde von Lowen als Basis angesehen, damit
1. Klienten sich besser in ihrer erwachsenen Realität verankert fühlen und ihr Potenzial besser entfalten können
2. Klienten die Beeinträchtigung ihres Selbstausdrucks durch (chronische) Verspannungen wahrnehmen und lösen können.

Alexander Lowen starb am 28. Oktober 2008 im 98. Lebensjahr. Seinem wissenschaftlichen Vermächtnis ist die 2007 gegründete Alexander Lowen Foundation verpflichtet.

## Werke
- 1958: The language of the body. – Körperausdruck und Persönlichkeit. Kösel, München 1981.
- 1965: Love and orgasm. – Liebe und Orgasmus. Kösel, München 1980.
- 1967: The betrayal of the body. – Der Verrat am Körper. Scherz, Bern und München 1980.
- 1970: Pleasure: A creative approach to life. – Lust. Kösel, München 1979.
- 1972: Depression and the body. – Depression. Kösel, München 1978.
- 1975: Bioenergetics. – Bioenergetik. Scherz, Bern und München 1976.
- 1977: (mit Leslie Lowen) The way to vibrant health: A manual of exercises. Harper & Row, New York. – Bioenergetik für Jeden. Das vollständige Übungshandbuch. Kirchheim, München 1979.
- 1980: Fear of life. – Angst vor dem Leben. Goldmann, München 1989.
- 1984: Narcissism. – Narzissmus.  Goldmann, München 1992.
- 1988: Love, sex, and your heart. – Liebe, Sex und dein Herz. Kösel, München 1989.
- 1990: The spirituality of the body. – Die  Spiritualität des Körpers. Heyne, München 1991.
- 1995: Joy: Surrender to the body. – Freude. Kösel, München 1993.
- 2005: Honoring the body: The autobiography of Alexander Lowen, M.D.
- 2006: The voice of the body: The role of the body in psychotherapy.